# Schmitten (Friburgo)
Schmitten é uma comuna da Suíça, no Cantão Friburgo, com cerca de 3 413 habitantes. Estende-se por uma área de 13,55 km², de densidade populacional de 252 hab/km². Confina com as seguintes comunas: Bösingen, Düdingen, Sankt Antoni, Tafers, Wünnewil-Flamatt.
A língua oficial nesta comuna é o Alemão.